# Liste des gares belges accueillant plus d'un million de voyageurs par an
La liste des gares belges accueillant plus d'un million de voyageurs par an est une liste des gares ferroviaires situées sur le territoire belge.
Les données datent d'octobre 2018,.

## Classement
| Ville                      | Région | Gare                                | Nombre de voies | Voyageurs (millions par an) | Mise en service |
| -------------------------- | ------ | ----------------------------------- | --------------- | --------------------------- | --------------- |
| Bruxelles                  |        | Gare de Bruxelles-Central           | 6               | 18,33                       | 1952            |
| Saint-Gilles               |        | Gare de Bruxelles-Midi              | 22              | 17,53                       | 1840            |
| Gand                       |        | Gare de Gand-Saint-Pierre           | 12              | 16,76                       | 1881            |
| Schaerbeek                 |        | Gare de Bruxelles-Nord              | 12              | 18,67                       | 1952            |
| Anvers                     |        | Gare d'Anvers-Central               | 14              | 11,95                       | 1905            |
| Louvain                    |        | Gare de Louvain                     | 14              | 10,10                       | 1837            |
| Ottignies                  |        | Gare d'Ottignies                    | 11              | 6,14                        | 1855            |
| Malines                    |        | Gare de Malines                     | 12              | 5,85                        | 1835            |
| Liège                      |        | Gare de Liège-Guillemins            | 9               | 8,02                        | 1842            |
| Bruges                     |        | Gare de Bruges                      | 10              | 6,04                        | 1838            |
| Namur                      |        | Gare de Namur                       | 9               | 6,58                        | 1843            |
| Charleroi                  |        | Gare de Charleroi-Central           | 12              | 3,59                        | 1843            |
| Courtrai                   |        | Gare de Courtrai                    | 9               | 2,78                        | 1839            |
| Anvers                     |        | Gare d'Anvers-Berchem               | 10              | 4,74                        | 1863            |
| Denderleeuw                |        | Gare de Denderleeuw                 | 9               | 2,73                        | 1855            |
| Mons                       |        | Gare de Mons                        | 7               | 2,76                        | 1841            |
| Bruxelles                  |        | Gare de Bruxelles-Schuman           | 4               | 2,41                        | 1969            |
| Alost                      |        | Gare d'Alost                        | 6               | 1,94                        | 1853            |
| Tournai                    |        | Gare de Tournai                     | 7               | 1,85                        | 1842            |
| Saint-Nicolas              |        | Gare de Saint-Nicolas               | 6               | 2,39                        | 1844            |
| Ottignies-Louvain-la-Neuve |        | Gare de Louvain-la-Neuve            | 3               | 1,81                        | 1975            |
| Hasselt                    |        | Gare de Hasselt                     | 9               | 2,18                        | 1847            |
| Gembloux                   |        | Gare de Gembloux                    | 5               | 1,95                        | 1855            |
| Zaventem                   |        | Gare de Bruxelles-Aéroport-Zaventem | 3               | 3,06                        | 1958            |
| Ostende                    |        | Gare d'Ostende                      | 11              | 2,46                        | 1838            |
| Termonde                   |        | Gare de Termonde                    | 9               | 1,69                        | 1837            |
| Braine-l'Alleud            |        | Gare de Braine-l'Alleud             | 4               | 1,64                        | 1874            |
| Vilvorde                   |        | Gare de Vilvorde                    | 6               | 1,73                        | 1835            |
| Gand                       |        | Gare de Gand-Dampoort               | 3               | 1,71                        | 1861            |
| Zottegem                   |        | Gare de Zottegem                    | 7               | 1,32                        | 1867            |
| Lokeren                    |        | Gare de Lokeren                     | 5               | 1,61                        | 1847            |
| Ixelles                    |        | Gare de Bruxelles-Luxembourg        | 6               | 2,50                        | 1854            |
| Hal                        |        | Gare de Hal                         | 5               | 2,83                        | 1840            |
| Lierre                     |        | Gare de Lierre                      | 5               | 1,71                        | 1855            |
| Etterbeek                  |        | Gare d'Etterbeek                    | 4               | 2,04                        | 1880            |
| Aarschot                   |        | Gare d'Aarschot                     | 5               | 1,77                        | 1863            |
| Ath                        |        | Gare d'Ath                          | 5               | 1,69                        | 1847            |
| Braine-le-Comte            |        | Gare de Braine-le-Comte             | 9               | 1,55                        | 1841            |
| Nivelles                   |        | Gare de Nivelles                    | 6               | 1,32                        | 1874            |
| Tirlemont                  |        | Gare de Tirlemont                   | 5               | 1,23                        | 1837            |
| Verviers                   |        | Gare de Verviers-Central            | 5               | 1,25                        | 1930            |
| Audenarde                  |        | Gare d'Audenarde                    | 3               | 0,97                        | 1857            |
| Liège                      |        | Gare de Liège-Saint-Lambert         | 4               | 0,92                        | 1877            |
| Landen                     |        | Gare de Landen                      | 5               | 1,11                        | 1838            |
| Lichtervelde               |        | Gare de Lichtervelde                | 5               | 1,01                        | 1847            |
| Arlon                      |        | Gare d'Arlon                        | 5               | 1,45                        | 1858            |
| Enghien                    |        | Gare d'Enghien                      | 5               | 1,15                        | 1866            |
| Herentals                  |        | Gare de Herentals                   | 5               | 1,16                        | 1855            |